# Lúčka (Levoča)
Lúčka (in ungherese Szepesrét, in tedesco Wieschen, in polacco Lúczka) è un comune della Slovacchia facente parte del distretto di Levoča, nella regione di Prešov.

## Storia
Fu menzionato per la prima volta nelle cronache storiche nel 1273.